# Tampa Challenger 1990
Il Tampa Challenger 1990 è stato un torneo di tennis facente parte della categoria ATP Challenger Series nell'ambito dell'ATP Challenger Series 1990. Il montepremi del torneo era di $50 000 ed esso si è svolto nella settimana tra il 30 aprile e il 6 maggio 1990 su campi in terra verde. Il torneo si è giocato a Tampa negli Stati Uniti.

## Vincitori

### Singolare
Bryan Shelton ha sconfitto in finale  Broderick Dyke con il punteggio di 6–7, 6–2, 6–1.

### Doppio
Ken Flach /  Doug Flach hanno sconfitto in finale  Broderick Dyke /  Tobias Svantesson con il punteggio di 3–6, 7–6, 6–4.